# 문학과 사람
문학과 사람은 대한민국의 문학전문 출판사이다. 계간 《문학과 사람》과  <문학과사람 시인선> <문학과사람 기획시인선> 등을 발행하고 있다.
문학과 사람은 1998년 설립된 도서출판 <화성미디어>, <AJ> 등을 2016년 도서출판 문학과 사람으로 재등록하여 문학서적을 발간하고 있다. 

계간 《문학과 사람》은 발행인 김광기(시인)와 주간 박현솔(시인)이 2018년 여름에 창간한 문학잡지로 [FOCUS POET] [Poetry & Science] [Zoom In] [Poem & Poetry] [Poem Review] 등으로 구성하여 발간하고 있다. 

편집고문으로 조창환(상임) 시인, 홍신선 시인, 윤석산 시인, 이영춘 시인, 편집위원으로 정수자 시인, 서안나 시인, 김진돈 시인, 권성훈 시인, 박성현 시인이 참여하고 있고, 편집인 진란 시인, 편집제작실장 김병훈 등이 편집제작에 참여하였다.
2020년 봄호부터 《문학과 사람》은 편집고문으로 조창환(상임) 홍신선 윤석산 시인, 발행인 김광기 편집인 진 란 시인, 편집위원 서안나 윤의섭 이순현 최금진 정재분 류현승 시인, 운영위원 전인식 박복영 박일만 김창희 권영옥 이혜민 송소영 홍인숙 강빛나 시인, 주간 박현솔 편집장 임희선 시인, 김병훈 제작실장 등이 참여하여 발행에 힘썼으며,
2023년 가을호부터 《문학과 사람》은 발행인 김광기 편집인 이시경 시인, 편집위원 서안나 윤의섭 이순현 이시훈 최금진 진 란 시인, 운영위원 박복영 박일만 김창희 권영옥 장한라 송소영 홍인숙 강빛나 시인, 주간 박현솔 편집장 임희선 편집차장 정서희 시인, 김병훈 제작실장 등이 참여하여 발행에 힘쓰고 있다.